# Santos González Capilla
Santos González Capilla (Crevillent, 17 de desembre de 1973) és un ciclista valencià, ja retirat, que fou professional des del 1994 fins al 2007.
De la seva carrera destaquen, els campionats d'Espanya de contrarellotge i la victòria d'etapa a la Volta a Espanya. També ha guanyat diferents Campionats d'Espanya en pista. Va participar en els Jocs Olímpics de Barcelona de 1992, en la prova de persecució per equips, i als Jocs Olímpics de Sydney de 2000, en la prova de ruta i Contrarellotge.
L'any 2005 va ser expulsat de l'equip Phonak per uns valors anòmals en un control intern. El 2006 fitxà pel 3 Molinos Resort. Després de guanyar inicialment la Volta a Múrcia, la RFEC anuncià que havia donat positiu per corticoides en un control antidopatge, per la qual cosa la UCI li va treure aquesta victòria, tot i que la RFEC no el sancionà.

## Palmarès en ruta
- 1994
  - Vencedor d'una etapa al Cinturó ciclista internacional a Mallorca
- 1997
  - Vencedor d'una etapa a la Ruta Mèxic
- 1999
  -  Campió d'Espanya de contrarellotge
- 2000
  - Vencedor d'una etapa a la Volta a Castella i Lleó
  - Vencedor d'una etapa a la Volta a Espanya
- 2001
  -  Campió d'Espanya de contrarellotge
- 2006
  - 1r a la Volta a Múrcia

### Resultats a la Volta a Espanya
- 1996. 51è de la classificació general.
- 1997. Abandona.
- 2000. 4t de la classificació general. Guanyador d'una etapa
- 2001. 66è de la classificació general.
- 2002. 59è de la classificació general.
- 2003. 11è de la classificació general.
- 2004. Abandona.
- 2005. Abandona.
- 2007. 107è de la classificació general.

### Resultats al Giro d'Itàlia
- 1999. 85è de la classificació general.

### Resultats al Tour de França
- 1998. Abandona.
- 1999. 61è de la classificació general.
- 2001. Abandona.
- 2004. 31è de la classificació general.

## Palmarès en pista
- 1992
  -  Campió d'Espanya en Persecució per equips amb Eleuterio Mancebo, Fernando Escoda, V. Benaches i José Barea
- 1993
  -  Campió d'Espanya en Cursa per punts
  -  Campió d'Espanya en Persecució per equips amb José Francisco Jarque, Miguel Angel Toledo i José Barea
- 1994
  -  Campió d'Espanya en Madison amb José Barea
  -  Campió d'Espanya en Persecució per equips amb Fernando Escoda, Iván Herrero i Guillermo Ferrer
- 1995
  -  Campió d'Espanya de persecució
- 1996
  -  Campió d'Espanya en Persecució per equips amb José Francisco Jarque, V. Calvo i Guillermo Ferrer